# Aceh Barat
Aceh Barat (deutsch West Aceh) ist ein Regierungsbezirk (Kabupaten) im Westen der Provinz Aceh im Norden der indonesischen Insel Sumatra. Bei einer Fläche von knapp 3.000 Quadratkilometern beherbergt er über 200.000 Einwohner. Der Verwaltungssitz Meureubo ist der südlichste Kecamatan und zählt etwa 30.000 Einwohner.

## Geographie
Aceh Barat bildete 1956 zusammen mit sechs weiteren Kabupaten die Provinz Sumatra Utara. Er erstreckt sich zwischen 4°06′ und 4°47′ n. Br. sowie zwischen 95°52′ und 96°30′ ö. L. Der Kabupaten hat keine Außengrenzen zu anderen Provinzen und grenzt intern im Norden an die Kab. Pidie und Aceh Tengah, im Osten und Südosten an Nagan Raya sowie im Westen an Aceh Jaya. Im Südwesten bildet die etwa 30 km lange Küstenlinie zum Indischen Ozean eine natürliche Grenze.

### Klima & Wetter
In Aceh Barat herrscht, wie in ganz Indonesien tropisches Regenwaldklima (feuchttropisches Klima), es gibt eine trockene Jahreszeit und die Regenzeit. Im Jahr 2020 lagen die Temperaturen zwischen 22,9 °C (im Oktober) und 32,8 °C (im März), jahresdurchschnittlich also 26,9 °C. Die Luftfeuchtigkeit lag zwischen 75 und 97 Prozent. Mit nur zehn Regentagen fiel im Juni 2020 der geringste Niederschlag (152 mm³), der meiste im Juli (394,8 mm³). Die Sonne schien im Durchschnitt zu 61,6 %, am meisten im Januar (81,8 %).

## Verwaltungsgliederung
Aceh Barat gliedert sich in 322 Dörfer (indonesisch Gampong), die wiederum in 986 Weiler (indonesisch Dusun) untergliedert sind. Wie in der ganhzen Provinz Aceh, so gibt es auch hier keine Dörfer mit urbanen Charakter (indonesisch Kelurahan).
| Code 1   | Kecamatan Distrikt | Ibu Kota Verwaltungssitz | Fläche (km²) | Einw. 2010 2 | Volkszählung 2020 | Volkszählung 2020 | Volkszählung 2020 | Anzahl der | Anzahl der |
| Code 1   | Kecamatan Distrikt | Ibu Kota Verwaltungssitz | Fläche (km²) | Einw. 2010 2 | Einw. 3           | 0Dichte 40        | Sex Ratio 5       | Gampong    | Dusun00    |
| -------- | ------------------ | ------------------------ | ------------ | ------------ | ----------------- | ----------------- | ----------------- | ---------- | ---------- |
| 11.05.01 | Johan Pahlawan     | Meulaboh                 | 44,91        | 56.050       | 64.646            | 1.439,5           | 101,75            | 21         | 91         |
| 11.05.02 | Kaway XVI          | Keudee Aron              | 510,80       | 18.753       | 21.216            | 41,5              | 100,49            | 43         | 132        |
| 11.05.03 | Sungai Mas         | Kajeung                  | 781,73       | 3.394        | 4.188             | 5,4               | 105,50            | 18         | 44         |
| 11.05.04 | Woyla              | Kuala Bhee               | 249,40       | 12.073       | 13.576            | 54,4              | 100,12            | 44         | 129        |
| 11.05.05 | Samatiga           | Suak Timah               | 140,69       | 13.322       | 15.656            | 111,3             | 102,09            | 32         | 98         |
| 11.05.06 | Bubon              | Banda Layung             | 129,58       | 6.545        | 6.817             | 52,6              | 100,03            | 17         | 51         |
| 11.05.07 | Arongan Lambalek   | Drien Rampak             | 130,60       | 10.609       | 11.871            | 90,9              | 104,21            | 27         | 81         |
| 11.05.08 | Pante Ceureumen00  | Pante Ceureumen          | 490,25       | 9.635        | 11.133            | 22,7              | 102,09            | 25         | 75         |
| 11.05.09 | Meureubo           | Meureubo                 | 112,87       | 26.510       | 30.066            | 266,4             | 105,37            | 26         | 83         |
| 11.05.10 | Woyla Barat        | Pasi Mali                | 123,00       | 6.858        | 7.837             | 63,7              | 101,72            | 24         | 73         |
| 11.05.11 | Woyla Timur        | Tangkeh                  | 132,60       | 4.138        | 5.144             | 38,8              | 100,86            | 26         | 78         |
| 11.05.12 | Panton Reu         | Meutulang                | 83,40        | 5.671        | 6.586             | 79,0              | 103,65            | 19         | 51         |
| 11.05    | Kab. Aceh Barat    | Kab. Aceh Barat          | 2.927,95     | 173.558      | 198.736           | 67,9              | 102,29            | 322        | 986        |

## Demographie
Zur siebten Volkszählung im September 2020 (indonesisch Sensus Penduduk – SP2020) lebten in Aceh Barat 1987.736 Menschen, davon 98.244 Frauen (49,43 %) und 100.492 Männer (50,57 %). Gegenüber dem letzten Census (2010) stieg der Frauenanteil um 0,19 % (88.090:85.468).
Zur Volkszählung 2020 waren die Bevölkerungsmehrheit Muslime. Es gab lediglich 0,23 % Christen (386 Protestanten und 57 Katholiken) sowie 0,35 % Buddhisten. 2020 gab es 304 Moscheen und 173 Gebetsräume (indonesisch Mushola) im Bezirk, aber keine Kirchen oder Tempel.

### Soziale Daten 2020
| Merkmal                                                            | Kabupaten | 0Provinz Aceh0 |
| ------------------------------------------------------------------ | --------- | -------------- |
| Bevölkerung unterhalb der Armutsgrenze (Tsd.)0                     | 39,06     | 814,91         |
| Anteil der „armen Bevölkerung“ (indonesisch Penduduk miskin) (%)00 | 18,34     | 014,99         |
| Arbeitslosenrate (%)                                               | 07,30     | 006,59         |
| Lebenserwartung (in Jahren)                                        | 67,98     | 069,93         |
| HDI-Index                                                          | 71,38     | 071,99         |
| Analphabetenrate (in %, > 15 J.)                                   | 03,11     | 001,75         |
| Abhängigenquotient (%)                                             | 45,39     | 048,71         |
| Anteil der Altersgruppen                                           | 0Real0    | 0Prozentual0   |
| Kinder (<15 J.)                                                    | 51.1750   | 025,75         |
| arbeitsfähige Bevölkerung (15–64 J.)                               | 136.6960  | 068,78         |
| Rentner und Pensionäre (>65 J.)                                    | 010.8650  | 005,47         |

### Aktuelle Bevölkerungsdaten vom Jahresende 2022
| Kecamatan          | Fläche km² | Einwohner gesamt | Männer  | Frauen | Dichte Einw. je km² | Sex Ratio (100 M/F) |
| ------------------ | ---------- | ---------------- | ------- | ------ | ------------------- | ------------------- |
| Johan Pahlawan     | 61,21      | 63.892           | 31.924  | 31.968 | 1.043,8             | 99,86               |
| Kaway Xvi          | 200,88     | 21.449           | 10.718  | 10.731 | 106,8               | 99,88               |
| Sungai Mas         | 892,68     | 4.385            | 2.240   | 2.145  | 4,9                 | 104,43              |
| Woyla              | 157,09     | 13.799           | 6.897   | 6.902  | 87,8                | 99,93               |
| Samatiga           | 131,60     | 15.956           | 8.099   | 7.857  | 121,2               | 103,08              |
| Bubon              | 75,54      | 6.828            | 3.410   | 3.418  | 90,4                | 99,77               |
| Arongan Lambalek   | 112,96     | 12.033           | 6.102   | 5.931  | 106,5               | 102,88              |
| Pante Ceureumen    | 600,99     | 11.524           | 5.759   | 5.765  | 19,2                | 99,90               |
| Meureubo           | 130,02     | 30.463           | 15.491  | 14.972 | 234,3               | 103,47              |
| Woyla Barat        | 196,90     | 7.872            | 4.001   | 3.871  | 40,0                | 103,36              |
| Woyla Timur        | 135,11     | 5.236            | 2.643   | 2.593  | 38,8                | 101,93              |
| Panton Reu         | 133,10     | 6.686            | 3.382   | 3.304  | 50,2                | 102,36              |
| Kab. Aceh Barat000 | 2.818,17   | 200.123          | 100.666 | 99.457 | 0.71,0              | 101,22              |